# Erich Weise
Erich Weise (* 4. September 1895 in Krefeld; † 10. April 1972 in Hannover) war ein deutscher Historiker und Archivar.

## Leben
Erich Weise wurde in Krefeld geboren und wuchs in Königsberg in Preußen auf. Da die Familie von Weises Mutter aus dem Baltikum stammte, hatte sich sein Vater, der Gymnasialprofessor Julius Weise, in die ostpreußische Hauptstadt versetzen lassen. Nach seiner schulischen Ausbildung begann er ein Studium an der Albertina in Königsberg. Vom Ausbruch des Ersten Weltkriegs wurde er in Mitau, der damaligen Hauptstadt von Kurland (heute Jelgava in Lettland), überrascht und geriet für drei Jahre in russische Internierung, was als Folgeleiden bei ihm zu Schwerhörigkeit und schließlich zu Taubheit führte. Nach Rückkehr und Ende des Ersten Weltkriegs setzte er sein Studium fort und legte 1921 das Staatsexamen für das Lehramt an Höheren Schulen ab, das er jedoch infolge seiner Krankheit nicht antreten konnte. Im gleichen Jahr promovierte er bei Albert Brackmann als Historiker.
Er schlug eine Archivlaufbahn ein. Seine beruflichen Stationen waren zunächst Berlin (1922–1927), Düsseldorf (1927–1930) und Königsberg i. Pr. (1930–1935). 1933 wurde er Mitglied der NSDAP. 1935 wurde Weise zum Staatsarchivrat ernannt; später wurde er als Abteilungsleiter tätig, so am Geheimen Staatsarchiv Berlin (1935–1939) und in Warschau (1939–1942); 1942 übernahm er die Leitung des neugegründeten Reichsarchivs Posen. Nach dem Zweiten Weltkrieg kam er in die preußische Provinz Hannover, das 1946 zunächst im Land Hannover und dann im Bundesland Niedersachsen aufging, wo er ehrenamtlich das Staatsarchiv Stade aufbaute. 1948 ging er an das Staatsarchiv Hannover. Von 1959 bis zu seiner Pensionierung 1960 leitete er als Staatsarchivdirektor das Staatsarchiv Stade.
Während seiner Zeit in Warschau entfernte er alle sogenannten „Nicht-Arier“ und „politisch unzuverlässige“ Personen aus den Archiven im Generalgouvernement Polen. Er leitete die Beschlagnahmung aller Archivmaterialien in den von der deutschen Besatzung annektierten Gebieten. Allerdings sprach er sich zunächst gegen eine groß angelegte Verlagerung aus und organisierte dessen Sichtung. Auf einige der beschlagnahmten Archivalien, darunter wertvolle mittelalterliche Dokumente über die auswärtigen Beziehungen der Deutschen Ordensritter, erhob die polnische Regierung nach dem Krieg Restitutionsansprüche.
Seine Forschungsschwerpunkte als Historiker und Archivar waren die Geschichte Preußens und des Deutschen Ordens. Er publizierte u. a. „zahlreiche Quelleneditionen und Darstellungen in der Erarbeitung der Geschichte des mittelalterlichen Deutschordenslandes Preußen“. Während seines Ruhestands betätigte er sich weiter als Autor sowie als Privatwissenschaftler. Er war verheiratet und vermochte mit Hilfe seiner Frau trotz seiner Hörschädigung an wissenschaftlichen Tagungen teilzunehmen, wo er sich „öfter mit gewichtigen, teils sogar streitbaren Beiträgen zu Wort“ meldete.
Erich Weise starb im Alter von 76 Jahren in Hannover, wo er einige Jahre nach dem Zweiten Weltkrieg zusammen mit seiner Familie seinen Wohnsitz genommen hatte.

## Nachleben
Der berufliche Nachlass von Erich Weise ist größtenteils beim Niedersächsischen Landesarchiv (NLA) – Staatsarchiv Stade archiviert, wobei es sich vor allem um seine Manuskripte und Materialsammlungen zu wissenschaftlichen Arbeiten und archivischen Problemen handelt.

## Publikationen (Auszug)
als Autor bzw. Bearbeiter
- Findbuch zum Bestand 27 Reichskammergericht (1500–1648) (= Veröffentlichungen der Niedersächsischen Archivverwaltung, Inventare und kleinere Schriften des Staatsarchivs in Stade, H. 1). Herausgegeben von Heinz-Joachim Schulze. Vandenhoeck & Ruprecht, Göttingen 1981, ISBN 3-525-85960-0.
- Die Amtsgewalt von Papst und Kaiser und die Ostmission besonders in der 1. Hälfte des 13. Jahrhunderts (= Marburger Ostforschungen, Band 31). J. G. Herder-Institut, Marburg (Lahn) 1971.
- Die Staatsverträge des deutschen Ordens in Preußen im 15. Jahrhundert. Herausgegeben im Auftrag der Historischen Kommission für ost- und westpreußische Landesforschung. 3-bändige Reihe:
  - Band 3: 1467–1497. Gräfe und Unzer, München 1966.
  - Band 2: 1438–1467. Elwert, Marburg (Lahn) 1955.
  - Band 1: 1398–1437. Gräfe und Unzer, Königsberg 1939.
- Geschichte des Niedersächsischen Staatsarchivs in Stade nebst Übersicht seiner Bestände (= Veröffentlichungen der Niedersächsischen Archivverwaltung, H. 18). Vandenhoeck & Ruprecht, Göttingen 1964.
- Die Schwabensiedlungen im Posener Kammerdepartement 1799–1804 (= Marburger Ostforschungen, Band 13). Holzner, Würzburg 1961.
- Das Widerstandsrecht im Ordenslande Preussen und das mittelalterliche Europa (= Veröffentlichungen der Niedersächsischen Archivverwaltung, H. 6). Vandenhoeck & Ruprecht, Göttingen 1955.
- als Bearbeiter: Der Aufbau des Ordensstaates: ein Werk Europas, Düsseldorf, Nadolny 1959
- als Bearbeiter: Die Leistung Süddeutschlands am Aufbau des Ordensstaates, Nadolny 1959

als Herausgeber
- Ost- und Westpreußen. Handbuch der historischen Stätten (= Kröners Taschenausgabe, Band 317). Unveränderter Neudruck der 1. Auflage 1966. Alfred Kröner Verlag, Stuttgart 1981, ISBN 3-520-31701-X.